# Walter Baseggio
Walter Baseggio (Clabecq, 19 de agosto de 1978) é um ex-futebolista belga que atuava como meio-campista.

## Carreira
Natural de Clabecq, uma cidade localizada na província do Brabante Valão com uma indústria baseada na fabricação de aço, Baseggio, que é descendente de italianos (sua mãe é natural de Nápoles e seu pai nasceu em Treviso), deu seus primeiros passos no futebol no clube de sua cidade, o SC Clabecq. Em seguida, foi contratado para atuar no time B do Anderlecht, onde iniciaria a carreira profissional 5 anos depois.

### Nove anos de Anderlecht
Baseggio foi promovido ao time principal do Anderlecht com apenas 17 anos. Sua primeira partida com a camisa roxa foi contra o Standard de Liège. Ao mesmo tempo em que era visto como um potencial talento para o futuro, sofria com a concorrência entre ele, o sueco Pär Zetterberg e o experiente Enzo Scifo. Eventualmente, Walt (como é conhecido) tornou-se uma figura regular da equipe titular e, consequentemente, o maestro da equipe após a saída da dupla Zetterberg-Scifo no final de 1999.
Com o retorno de Zetterberg, já veterano, no verão de 2003, o então treinador do Anderlecht, Hugo Broos, decidiu que não havia espaço para ambos os jogadores, e Baseggio teve poucas oportunidades, até que Broos foi demitido em fevereiro de 2005. Depois de um final decepcionante de temporada, ele também era uma segunda opção para o novo treinador, Franky Vercauteren. Foi a gota d'água para sua saída do Anderlecht.

### Passagem pelo Treviso e retorno frustrado ao Anderlecht
Ainda em 2005, Baseggio foi listado para transferência, e ele viria a ser contratado pelo Treviso, em janeiro de 2006, sendo rebaixado no mesmo ano. Com a rápida passagem pela cidade natal de seu pai, não jogou a primeira parte da temporada seguinte. Retornou ao Anderlecht e, janeiro de 2007 e, apesar de ter colaborado com mais um título nacional para os Mauves, Baseggio era apenas uma espécie de "figura decorativa" na equipe, jogando apenas 10 partidas.

### Atuações pelo Mouscron e câncer na tireoide
Sem espaço no Anderlecht, Wal foi contratado em 2008 pelo Excelsior Mouscron para disputar a décima-terceira temporada em sua carreira profissional. Porém, em junho de 2009, descobre que tinha câncer na glândula tireoide. Segundo a imprensa belga, o tumor foi descoberto durante um exame médico na pré-temporada, e foi removido. Outro baque foi a grave crise financeira que o Mouscron vivia, culminando com sua exclusão do Campeonato Belga de 2009-10. Assim, Baseggio e os demais jogadores foram dispensados, tornando-se, então, um jogador livre.
Liberado pelos médicos para voltar a jogar, o meio-campista assinou com o Tubize, clube da Segunda Divisão belga, onde atuou por 1 temporada antes de encerrar a carreira profissional com apenas 32 anos, em 2011. Voltou a jogar no mesmo ano, desta vez na equipe amadora do Patro Lensois, e em maio de 2012, Baseggio afirmou que o câncer na tireoide havia voltado. Entretanto, seguiu atuando normalmente até 2013, quando encerrou de vez a carreira de jogador no ES Brainois, também um clube amador de seu país.

## Carreira na seleção
Baseggio disputou sua primeira partida pela Seleção Belga em 1999, contra a Bulgária. Marcou apenas 1 gol em 26 partidas disputadas até 2005.
Era nome certo na Eurocopa de 2000 e na Copa de 2002, porém lesões o impediram de atuar nas 2 competições.